# Kratzenburg
Kratzenburg là một xã ở huyện Rhein-Hunsrück bang Rheinland-Pfalz, phía tây nước Đức.